# Region kościelny Emilia-Romania
Region kościelny Emilia-Romania – jeden z szesnastu regionów kościelnych, na które dzieli się Kościół katolicki we Włoszech. Obejmuje swym zasięgiem świecki region Emilia-Romania oraz niewielkie obszary sąsiednich regionów i San Marino. 

## Podział
- Archidiecezja Bolonii
  - Archidiecezja Ferrara-Comacchio
  - Diecezja Faenza-Modigliana
  - Diecezja Imola

- Archidiecezja Modena-Nonantola
  - Diecezja Carpi
  - Diecezja Fidenza
  - Diecezja Parmy
  - Diecezja Piacenza-Bobbio
  - Diecezja Reggio Emilia-Guastalla

- Archidiecezja Ravenna-Cervia
  - Diecezja Cesena-Sarsina
  - Diecezja Forlì-Bertinoro
  - Diecezja Rimini
  - Diecezja San Marino-Montefeltro

## Dane statystyczne
Powierzchnia w km²: 25.132

Liczba mieszkańców: 4.342.890

Liczba parafii: 2.691

Liczba księży diecezjalnych: 2.258

Liczba księży zakonnych: 704

Liczba diakonów stałych: 482

## Konferencja Episkopatu Emilii-Romanii
- Przewodniczący: kard Matteo Maria Zuppi - arcybiskup Bolonii
- Wiceprzewodniczący: abp Lorenzo Ghizzoni - arcybiskup Rawenny-Cervia
- Sekretarz generalny: bp Giovanni Mosciatti - biskup Imoli